# جوشکاری القایی کاشت ترموپلاستیک
جوشکاری القایی ایمپلنت یک روش اتصال است که در فرآیند ساخت پلاستیک‌ها استفاده می‌شود. در فرآیند جوشکاری از یک سیم پیچ القایی برای تحریک و حرارت دادن مواد حساس به الکترومغناطیسی در سطح مشترک و ذوب ترموپلاستیک استفاده می‌شود. مواد حساس را می‌توان در واشري بین سطح جوش یا در اجزای واقعی یک ماده کامپوزیت قرار داد. استفاده از آن برای قطعات بزرگ، با شکل غیرعادی یا ظریف که جوش دادن آنها از طریق روش‌های دیگر دشوار است، رایج است.

## مکانیزم‌های فیزیکی
در هادی‌های الکتریکی غیرمغناطیسی مانند آلومینیوم، نیکل یا مس، یک میدان الکترومغناطیسی متناوب باعث ایجاد جریان‌های گردابی در مواد می‌شود. این جریان‌ها انرژی حرارتی را از طریق گرمایش ژول تولید می‌کنند. مواد فرومغناطیسی مانند آهن و فولادهای کربنی هم از تشکیل جریان گردابی و هم از تلفات هیسترزیس گرم می‌شوند.

## فرآیند جوشکاری

### ملاحظات مادی
گرمایش القایی یک روش کارآمد برای گرم کردن مواد رسانای الکتریکی یا مغناطیسی است . زمان مورد نیاز برای گرم شدن حداقل است و نیازی به تماس مستقیم با قطعه نیست. متأسفانه بیشتر ترموپلاستیک‌ها  غیر مغناطیسی و عایق‌ حرارتی هستند. برای استفاده از گرمایش القایی برای اهداف جوشکاری ترموپلاستیک، باید از یک ایمپلنت حساس به عنوان ماده واسطه استفاده شود. تقریباً هر رسانای الکتریکی یا ماده فرومغناطیسی می‌تواند به عنوان ایمپلنت استفاده شود. این ایمپلنت‌ها می‌توانند به صورت مش، الیاف و یا پودرهای ظریف باشند. رایج ترین طراحی واشر، یک کامپوزیت ترموپلاستیک با الیاف حساس معلق است. . این واشر کامپوزیت را می‌توان به هر شکلی که برای کاربرد جوشکاری لازم است، تبدیل کرد. ماتریس واشر معمولاً از همان ترموپلاستیک جوش داده شده ساخته می شود. در شرایطی که قرار است دو ماده غیر مشابه جوش داده شود، ماده واشر معمولاً ترکیبی از دو ترموپلاستیک است.

#### مواد کامپوزیت
فیبر کربن به دلیل استفاده گسترده در مواد کامپوزیتی قابل توجه است. با وجود حلقه های بسته کربن در ساختار کامپوزیت، جریان‌های گردابی می‌توانند در مواد ایجاد شوند. کامپوزیت‌های فیبر کربنی یک طرفه می‌توانند حساسیت ضعیفی در زمانی که تماس فیبر با الیاف محدود است، داشته باشند. 
تمرکز گرما فقط در نقطه‌ی جوش با وجود الیاف کامپوزیت حساس در سراسر ماده دشوار است. در کامپوزیت‌های فیبر کربن، لایه‌های عایق الکتریکی نازک دارای الیاف غیر هم تراز می‌توانند بین لایه‌های رسانا قرار داده شوند تا سطح اتصال را از توده مواد جدا کند. با استفاده از این روش، از گرمایش القایی توده جلوگیری می‌شود. 

### تجهیزات
یک ژنراتور القایی برای تولید جریان فرکانس بالا در محدوده 2-10 مگاهرتز استفاده می‌شود.  محدوده مورد استفاده توسط FCC مشخص می‌شود تا از تداخل با سیگنال‌های پخش جلوگیری شود.
یک سیم پیچ القایی جریان فرکانس بالای ژنراتور القایی را به میدان مغناطیسی متناوب مورد نیاز تبدیل می‌کند. می‌توان از سیم پیچ تک حلقه زمانی که فضا محدود است استفاده کرد، با این حال طرح‌های سیم پیچ چند حلقه به دلیل تولید میدان مغناطیسی قوی‌تر و عمیق‌تر، رایج‌ هستند. طرح‌های اسپلیت کویل نیز وجود دارند که ممکن است برای احاطه کامل قسمت بزرگی مانند لوله های پلاستیکی از هم جدا شوند.  جریان‌های بالا که در جوشکاری القایی استفاده می‌شوند، مقادیر زیادی گرما را در سیم پیچ ایجاد می‌کنند. برای جلوگیری از گرمای بیش از حد، حلقه‌های سیم پیچ با لوله توخالی ساخته می‌شوند و آب در حین جوشکاری به گردش در می‌آید. گرمای کویل توسط یک مبدل حرارتی متصل دفع می‌شود. 
فیکسچرهایی برای ثابت نگه داشتن قطعات در هنگام جوشکاری استفاده می‌شوند. یک فیکسچر ثابت و دیگری متحرک است به طوری که یک پرس ممکن است در هنگام گرمایش و سرمایش فشار وارد کند و آن را حفظ کند.

### مراحل جوشکاری

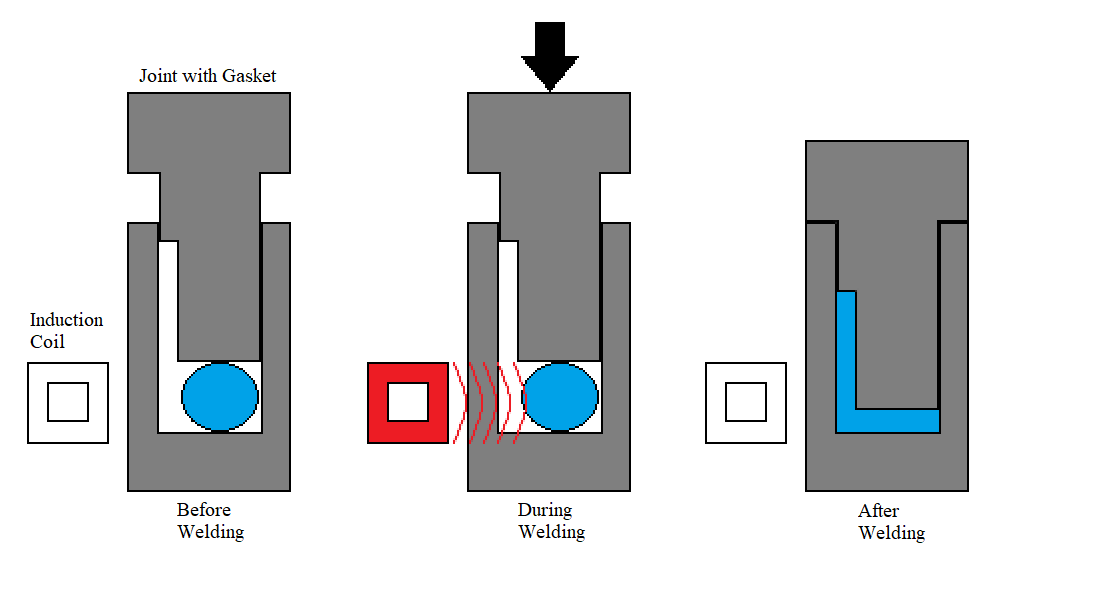
مراحل جوشکاری القایی ایمپلنت در زبانه‌ی مفصل شیار.

یک واشر غنی از ایمپلنت در سطحی که قرار است جوش داده شود، قرار داده می‌شود. فشار بر روی مفصل اعمال می‌شود تا حفره‌های هوا را خارج کرده و از اتصال صوتی اطمینان حاصل شود. یک میدان الکترومغناطیسی توسط سیم پیچ القایی برای گرم کردن ایمپلنت ها اعمال می‌شود و فشار به مفصل وارد می‌شود. گرما به ترموپلاستیک اطراف هدایت می‌شود که باعث ذوب واشر می‌شود و یک لایه مذاب در سطوح اتصال ایجاد می‌کند. فشار اعمال شده، ترموپلاستیک مذاب را جاری می‌کند و محل اتصال را پر می‌کند. هنگامی که اتصال کافی برقرار شد، سیم پیچ القایی خاموش می‌شود و مفصل در شرایط تحت فشار خنک می‌شود. برای اقلام بزرگ با اتصالات بلند، اتصال را می‌توان به طور مداوم با بررسی سیم پیچ فعال در طول رابط جوش داد.

### مولفه‌های موثر

#### توان
توان خروجی ژنراتورهای القایی معمولی  1-5 کیلو وات است. توان خروجی بالا برای اتصالات طولانی‌تر و بزرگتر لازم است. به دلیل کاهش میدان الکترومغناطیسی، با افزایش فاصله سیم پیچ از محل اتصال، توان خروجی نیز باید افزایش یابد.

#### فشار
توزیع یکنواخت پلیمر مذاب در محل اتصال برای قوی بودن اتصال ضروری است. فشار جوش باید برای ایجاد جریان فشرده در واشر مذاب، دستیابی به تماس نزدیک با سطح اتصال و پر کردن اتصال کافی باشد.

#### زمان مورد نیاز برای جوش و  خنک سازی
زمان جوش بر اساس اندازه اتصال، حجم مواد ایمپلنت، و قدرت و فرکانس متفاوت خواهد بود. زمان چرخه می‌تواند بسیار سریع باشد زیرا نیازی به پیش گرم کردن نیست و تولید گرما فقط در محل اتصال جوش اتفاق می‌افتد. این باعث کاهش زمان خنک شدن نیز می‌شود. با گرمای کمی که در بخش عمده هدر می‎رود، خنک شدن کوتاه است. این زمان برای برخی از کاربردها کمتر از 1 ثانیه است. 

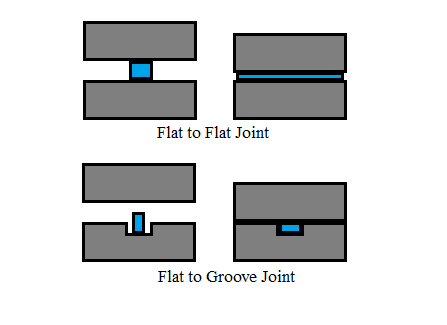
یك اتصال مسطح و يك اتصال مسطح که در جوشکاری القایی ایمپلنت استفاده می‌شود.

### طراحی مشترک
طراحی مفصل غیرمعمول با استفاده از جوش القایی ایمپلنت امکان پذیر است. ساده ترین آنها اتصال دو سطح تخت است که در آن یک واشر بین دو صفحه ترموپلاستیک قرار می‌گیرد. این اتصال برای فرآیندهای جوشکاری مداوم یا خطوط جوش طولانی که در آن سیم پیچ فعال در امتداد رابط اتصال اسکن می شود، رایج است. اتصال مسطح با شيار از صفحه ای با کانال برای تراز کردن دقیق جوش در مقابل اتصال مسطح به صاف استفاده می‌کند.

## كاربردها

### بسته‌بندی مواد غذايي

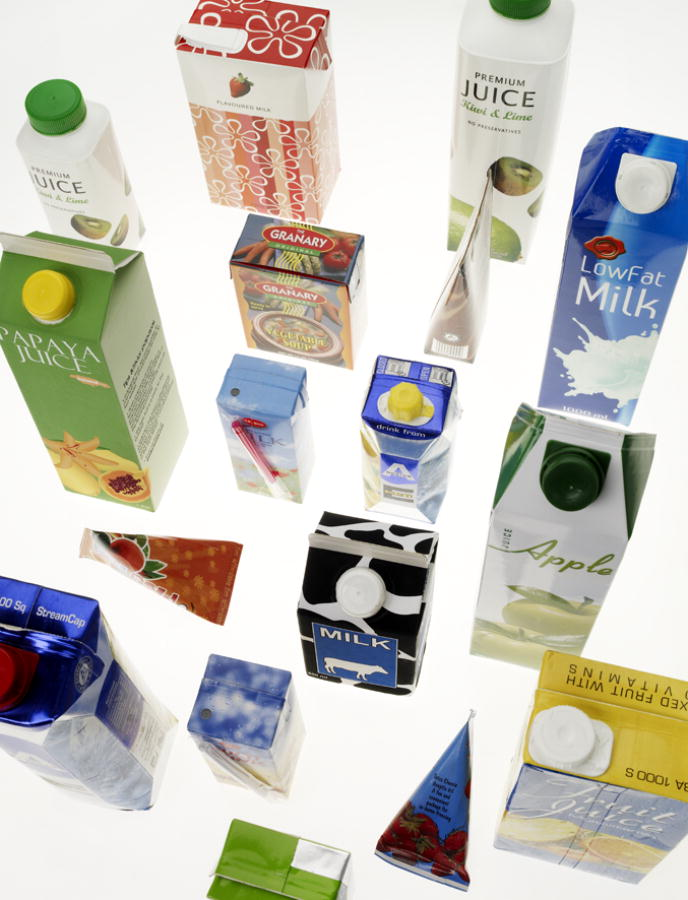
ظروف تترا پك كه با جوش القایی ایمپلنت بسته‌بندی شده‌اند.

جوش القایی ایمپلنت به شدت در تولید ظروف تترا پک برای محصولاتی مانند جعبه آب میوه استفاده می‌شود.  استفاده از گرمایش القایی باعث کوتاه شدن زمان آب بندی نسبت به سایر روش‌های اتصال که از گرمای خارجی استفاده می‌کنند می‌شود و از آسیب به لایه مقوا در اثر تماس مستقیم با ابزار داغ جلوگیری می‌کند. یک لایه فویل آلومینیومی برای جلوگیری از انتشار اکسیژن در بسته بندی استفاده می‌شود، بنابراین هیچ ماده اضافی برای کاشت مورد نیاز نیست. 

### خودروسازی
صنعت خودروسازی در مقیاس وسیع از جوشکاری القایی ایمپلنت برای تولید اقلام پلاستیکی بزرگ مانند ضربه گیرها، صفحه‌های بدنه پلاستیکی و مخازن سوخت استفاده می‌کند.  هزینه‌های ساخت قطعات با هندسه پیچیده با ساخت قطعات در قطعات جداگانه کاهش می‌یابد تا در ادامه با استفاده از جوش القایی به هم متصل شوند. 

### بسته بندی ضد دستکاری
فویل آلومینیومی با روکش پلی اتیلن به صورت القایی در بالای بسیاری از ظروف غذا، مکمل و دارو جوش داده می‌شود. مهر و موم به حفظ کیفیت محصول کمک می‌کند و استفاده نشدن محصول را  نشان می‌دهد. 